# جيسيكا قهواتي
جيسيكا ميشال قهواتي (بالإنجليزية: Jessica Michelle Kahawaty)‏ هي متسابقة لبنانية أسترالية في مسابقات ملكات الجمال، من مواليد 12 سبتمبر 1988. فازت بلقب ملكة جمال أستراليا 2012، وشاركت في مسابقة ملكة جمال العالم 2012 وحلت وصيفة ثانية، كما سبق لها أن شاركت في مسابقة ملكة جمال لبنان 2010 وحلت وصيفة ثالثة.

## النشأة والمسيرة
ولدت جيسيكا ميشال قهواتي في 12 سبتمبر 1988 في سيدني بنيو ساوث ويلز بأستراليا لعائلة من أصل لبناني. درست القانون والإدارة المالية للأعمال في جامعة سيدني للتكنولوجيا. بدأت مسيرتها في عرض الأزياء منذ عمر أربع عشرة سنة. فازت قهواتي بأول لقب جمال لها حين تُوّجت في مايو 2007 وهي بعمر 17 سنة بلقب ملكة جمال لبنان أستراليا 2007 وفازت في 2008 بلقب ملكة جمال لبنان العالم. وشاركت في ملكة جمال لبنان 2010 وحلّت وصيفة ثالثة. ثم شاركت في مسابقة ملكة جمال أستراليا 2012 (Miss World Australia 2012) وفازت باللقب. وشاركت أيضا في مسابقة ملكة جمال العالم وحلّت وصيفة ثانية. وقد شاركت في تقديم برنامج «ماستر شيف أستراليا» وظهرت في فيلم «يوم في الحياة» (A Day in the Life) الذي رُشح لجائزة مهرجان كان السينمائي. وهي أيضا وجه ومقدمة برنامج «أو أم جي! ناو» في ياهو! مكتوب بالإنجليزية و«أو أم جي! نجوم» في النسخة العربية منه. وتتحدث قهواتي الإنجليزية والعربية والفرنسية.
كما قدمت برنامج Project Runway Middle East في نسخته العربية والذي يعرض على شاشة ال mbc1

## الجوائز

### مسابقات ملكات جمال محلية
- ملكة جمال لبنان أستراليا 2007: فائزة
- ملكة جمال الكون أستراليا 2009: أول 10
- ملكة جمال لبنان 2010: وصيفة ثالثة
- ملكة جمال العالم أستراليا 2012: فائزة

### مسابقات ملكات جمال دولية
- ملكة جمال لبنان المغترب 2008: وصيفة ثانية (مثلت أستراليا)
- ملكة جمال الدولي 2008: وصلت لنصف النهائي (مثلت لبنان)
- ملكة جمال العالم 2012: وصيفة ثانية (مثلت أستراليا)